# Scudetto

Scudetto

Scudetto (italsky „malý štít“) je ozdoba, kterou smí na svých dresech nosit italské sportovní kluby, které vyhrály titul v daném sportovním odvětví předcházející sezónu.
Scudetto bylo vytvořeno ve dvacátých letech, aby ocenilo vítěze nejvyšší italské fotbalové ligy (od roku 1929 známé jako Serie A). Prvním týmem, který směl scudetto nosit na prsou, byl v roce 1924 tým Janov CFC.
Později se zvyk nosit znak scudetto na dresech rozšířil i do ostatních sportů.

## Původ
Vynálezcem scudetta byl pravděpodobně italský básník a autor divadelních her Gabriele d'Annunzio. V mládí byl D'Annunzio nadšeným příznivcem fotbalu a v roce 1887 si koupil v Londýně kožený míč od stejného výrobce, který zásoboval English Football League (EFL).
Později, v roce 1920, bylo anektováno tehdejší rakousko-uherské město Fiume (dnešní Rijeka v Chorvatsku) a připojeno k Itálii. D'Annunzio navrhl, aby místní klub na svém dresu nosil malý štít s italskou trikolórou jakožto symbolem italské svrchovanosti nad městem.
V roce 1924 Italská fotbalová federace schválila rozhodnutí ocenit vítěze ligy tím, že mu umožní nosit znak scudetta na svých dresech. Od té doby se scudetto stalo symbolem úřadujícího šampióna kterékoliv italské ligové soutěže.